# Pedro Bertran Monistrol
Pedro Bertran Monistrol   (Barcelona, 1922 - Barcelona, 7 de novembre de 1980),va ser un dibuixant de còmics, inicia la seva carrera com a dibuixant professionalment el 1951, a l'editorial Toray, per aquesta editorial hi va dibuixar als títols de còmic femení; Col·lecció Azucena, Alicia, Graciela, Linda Flor, Rosas Blancas, Serenata, entre d'altres. Per la mateixa editorial va dibuixar als còmics Bèl·lics, Hazañas Bélicas i als policíacs, Brigada secreta, Espionaje, Robot 76. Per Editorial Bruguera va dibuixar el 1974, adaptacions literàries a la col·lecció Joyas Literarias Juveniles als títols, El Tamborcillo Sardo i Dueño del Mundo amb guió d'Andreu Martín. Va fer servir el pseudònim; P. Bertrán.
Va morir a Barcelona el 7 de novembre de 1980 i fou enterrat al cementiri del sud-oest de la mateixa ciutat.

## Obra
| Any  | Títol                                     | Guionista                                     | Nùmeros | Editorial          | Notes                   |
| ---- | ----------------------------------------- | --------------------------------------------- | --- | ------------------ | ----------------------- |
| 1951 | Azucena                                   | Coral Lía, Juanita Oliva                      | 207,209 | Ediciones Toray    | format, quadern apaïsat |
| 1961 | Lindaflor                                 | Juan Llarch, Victoria Sau                     | 274 | Ediciones Toray    | format, quadern apaïsat |
| 1962 | Relatos de Guerra                         | Eugenio Sotillos, Alex Simmons, Flores-Lazaro | 9,37,118 | Ediciones Toray    | format, quadern         |
| 1963 | Hazañas Bélicas                           | varis                                         | 58,62,68,70,77,80,81,82,84,87,92,94,97,102,106,109,111, 118,120,122,127,131,135,138,139,146,151,154,204,235 | Ediciones Toray    | format, quadern         |
| 1963 | Hazañas Bélicas                           | varis                                         | 14,15 | Ediciones Toray    | format, apaïsat         |
| 1964 | Brigada Secreta                           | varis                                         | 37,49,62,90,150,169,172                                                                                     | Ediciones Toray    | format, quadern         |
| 1966 | Espionaje                                 | Borrell, Flores-Lazaro                        | 34,70 | Ediciones Toray    | format, quadern         |
| 1967 | Aventuras                                 | varis                                         | 7,16,17,37                                                                                                  | Ediciones Toray    | format quadern          |
| 1968 | Hurón                                     | varis                                         | 41,46,47,49,53,61                                                                                           | Ediciones Toray    | format, quadern         |
| 1970 | Sioux                                     | Flores-Lazaro                                 | 1970 | Ediciones Toray    | format, quadern         |
| 1972 | Hazañas Bélicas                           | E.Sotillos, Flores-Lazaro                     | 3 | Ediciones Toray    | format, quadern         |
| 1974 | Joyas Literarias Juveniles                | Alberto Cuevas, Andrés Martín                 | 94,114 | Editorial Bruguera | format, quadern         |
| 1980 | La Historieta                             | Jaime Carrera                                 | 6 | Ediciones Ursus    | format quadern          |
| 1966 | Hazañas Bélicas Extra                     | M. Bartolomé                                  | 34 | Ediciones Ursus    | format, quadern         |
| 1983 | Zipi y Zape Especial / Zipi Zape Especial | Alberto Cuevas                                | 125 | Editorial Bruguera | format, quadern         |